# Уједињено Балтичко Војводство
Уједињено Балтичко Војводство (лет. Apvienotā Baltijas hercogiste; ест. Ühendatud Balti Hertsogiriik) била је краткотрајна марионетска држава Немачког царства која је егзистирала свега два месеца пред крај Првог светског рата на подручју садашњих држава Естоније и Летоније.
Немачка је искористила превирања и грађански рат у Русији који је уследио након Фебруарске револуције и окупирала некадшње руске балтичке губерније. Новоуспостављене немачке власти формирале су локалне органе власти ослањајући се на племићку елиту из реда Балтичких Немаца. Совјетске руске власти су се у складу са одредбама Брестлитовског мира 3. марта 1918. одрекле територијалних претензија на подручје некадашње Курландијске губерније, а 27. августа је признала немачку власт на свим окупираним подручјима. Окупационе власти су на подручју Курландијске губерније 8. марта прогласиле марионетско Војводство Курландије и Семигалије чијим сувереном је постао тадашњи немачки цар Вилхелм II. Потом су и ливонске и естонске окупационе власти 12. априла прогласиле стварање балтичке државе која се 22. септембра ујединила са Курландијом и Семигалијом у заједничко Уједињено Балтичко Војводство. На челу државе требало је да се налази војвода Алфред Фридрих од Мекленбурга у чије име је 5. новембра власт преузео регентски савет. Како је Немачка свега 6 дана касније потписала примирје са силама Антанте, њене трупе су почеле са повлачењем са подручја источног Балтика, због чега је Регентски савет оставши без њихове подршке престао да постоји 28. новембра.
Уједињено Балтичко Војводство наследиле су републике Естонија и Летонија као самосталне земље.